# Blue Holocaust
Pour plus de détails, voir Fiche technique et Distribution.
Blue Holocaust (Buio Omega) est un film d'horreur italien réalisé par Joe D'Amato, sorti en 1979.

## Synopsis
Franck, riche héritier et taxidermiste vit seul dans un château avec Iris, sa gouvernante secrètement amoureuse de lui. Cette dernière, ne pouvant supporter l'amour que son patron porte à Anna, tue sa rivale avec l'aide d'une sorcière et de sa poupée vaudou. Loin d'oublier sa jeune fiancée, le jeune homme décide de subtiliser son corps pour l'empailler et le garder avec lui. Plongeant petit à petit dans la folie, il décide de trouver une remplaçante à sa défunte qui l'accepterait lui et les restes de son amie, et la tue, avec l'aide de sa gouvernante qui espère encore l'amour, lorsqu'il s'aperçoit qu'elles ne peuvent supporter la proximité du cadavre. Le cousin du protagoniste  Benjamin apparaît aussi dans certaines scènes donnant ainsi au film une dimension plus humaine.
Lorsque survint Elena, sœur jumelle de la défunte, la gouvernante, ne pouvant supporter une telle rivale se retourne contre son patron qui la tuera après une longue lutte. Avant de succomber à ses blessures, il brûle le cadavre naturalisé. La police arrivée sur les lieux confondant le corps inanimé d'Elena avec celui de sa sœur décide de l'inhumer sans tarder. Elle se réveillera, hurlante, aux premiers coups de marteau du croque-mort sur les clous du cercueil.

## Fiche technique
- Titre français : Blue Holocaust ou Folie sanglante (en version VHS française)
- Titre original : Buio Omega
- Réalisation : Joe D'Amato
- Scénario : Ottavio Fabbri, d'après une histoire de Giacomo Guerrini
- Production : Marco Rossetti
- Musique : Goblin
- Photographie : Joe D'Amato (sous le pseudonyme Aristide Massaccesi)
- Montage : Ornella Micheli
- Direction artistique : Donatella Donati
- Costumes : Mario Paladini
- Pays d'origine : Italie
- Format : Couleurs - 1,77:1 - Mono - 16 mm
- Genre : Horreur, Gore, Porno
- Durée : 94 minutes
- Dates de sortie : 15 novembre 1979 (Italie), 30 juin 1982 (France)
- Film interdit aux moins de 18 ans lors de sa sortie en France; aux moins de 16 ans de nos jours

## Distribution
- Kieran Canter : Frank Wyler
- Cinzia Monreale : Anna et Elena Völkl
- Franca Stoppi : Iris
- Sam Modesto : Mr Kale
- Edmondo Vallini : le détective
- Lucia D'Elia : Jan, l'autostoppeuse, première victime
- Anna Cardini : la coureuse à pied, seconde victime
- Simonetta Allodi : la fille de la discothèque, troisième victime

## Titre
Le titre français ne tient compte du sens du titre original : Buio signifie en italien ténèbres, obscurité tandis que l'Oméga Ω (que l'on retrouve dans le film peint sur les corbillards) est, dans la Bible, le symbole de la fin ("Je suis l'Alpha et l'Oméga").

## Accueil

### Interdiction
En France et aux Pays-Bas, ce film est aujourd'hui interdit aux moins de 16 ans. D'autres pays ont été plus sévères en l'interdisant aux moins de 18 ans (Italie, Finlande) voire en l'interdisant totalement (Allemagne).

### Distinctions
- Prix du magazine Gore Gazette.